# セレン化銀
セレン化銀（セレンかぎん、Ag2Se）とは銀とセレンの化合物でナウマン鉱（セレン銀鉱）として自然界に存在する。日本では北海道歌登鉱山や鹿児島県菱刈鉱山から産出する、アメリカでもネバダ州とアイダホ州の鉱山からのいくつかの低硫黄銀鉱石で重要な銀化合物として認識されるようになった比較的希少な銀鉱物である。

## 構造
セレン化銀には2つの結晶相がある。より低い温度では、それが有する斜方晶構造、β-のAg2Seになる。この斜方晶相は室温で安定であり、ナローギャップ半導体空間群P2 1 2 1 2 1、バンドギャップの正確なサイズは、0.02eVから0.22eVまでさまざまに与えられている。高温立方相、α-Ag2Seも存在する。それは130度以上の温度で変性する。この高温相は空間群Im3m、 No。229、ピアソン記号cI20を持っている。相転移により、イオン伝導度が10,000倍に増加して約2 秒/cmになる。

## リファレンス
1. ↑  O. Madelung (2004). Semiconductors: data handbook. Birkhäuser. p. 461. ISBN 978-3-540-40488-0
2. ↑  http://nevada-outback-gems.com/Reference_pages/sulfide_ores.htm Notes on naumannite.
3. ↑  Guilbert, John M.; Park Jr, Charles F. (2007-02-09). The Geology of Ore Deposits. Waveland Press. pp. 557. ISBN 978-1-4786-0887-5
4. ↑  Kirchhoff F.; Holender J.M.; Gillan M.J. (1996). “Structure, dynamics, and electronic structure of liquid Ag-Se alloys investigated by ab initio simulation”. Physical Review B 54 (1):  190–202. arXiv:mtrl-th/9602001. Bibcode: 1996PhRvB..54..190K. doi:10.1103/PhysRevB.54.190.
5. ↑  An, Boo Hyun; Ji, Hye Min; Wu, Jun-Hua; Cho, Moon Kyu; Yang, Ki-Yeon; Lee, Heon; Kim, Young Keun (2009). “Phase changeable silver selenide thin films fabricated by pulse electrodeposition”. Current Applied Physics 9 (6):  1338–1340. doi:10.1016/j.cap.2008.12.017. ISSN 1567-1739.